# John Latham
John A Latham, född 27 juni 1740 i Eltham, död 4 februari 1837 i Winchester, var en engelsk läkare, naturalist och auktor. Latham kallas ofta "Den australiska ornitologins fader".
Genom att undersöka specimen av fåglar från Australien som fördes till England under slutet av 1700-talet kom han att beskriva och namnge många australiensiska och nyzeeländska arter. Några exempel är emu (Dromaius novaehollandiae), vittofsad kakadua (Cacatua alba), kilstjärtörn (Aquila audax), praktlyrfågel (Menura novaehollandiae), skatgås (Anseranas semipalmata) och hyacintara (Anodorhynchus hyacinthinus).
Latham arbetade som läkare i Dartford i Kent. Han pensionerades 1796 och flyttade till Hampshire. Hans viktigaste arbeten var A General Synopsis of Birds (1781-1801) och General History of Birds (1821-28).
A General Synopsis of Birds var Lathams första ornitologiska arbete och innehöll 106 illustrationer. Boken beskriver flera nya arter som Latham upptäckt på olika museer och i samlingar. I detta första verk använde han sig inte av den linneanska systematikens regler för vetenskaplig namngivning. Eftersom han senare förstod att detta skulle innebära att han inte skulle få äran av att först beskrivit dessa arter så publicerade han 1790 ett Index Ornithologicus där han specificerade alla sina tidigare beskrivna fåglar med ett vetenskapligt namn. Men detta skedde för sent eftersom den tyske ornitologen Johann Friedrich Gmelin redan hade hunnit publicera sin egen version av Linnés Systema Naturæ där han givit vetenskapliga namn åt alla Lathams arter.
Latham hade ett nära samarbete med andra vetenskapsmän vid denna tid som exempelvis Joseph Banks, Thomas Pennant och Ashton Lever, som han bytte specimen och information med angående de senaste ornitologiska upptäckterna.
1775 blev han invald i the Royal Society, och han var också delaktig i grundandet av sällskapet the Linnean Society 1788. Han invaldes 1812 som utländsk ledamot nummer 208 av Kungliga Vetenskapsakademien.
Han kom att beskriva ett 150-tal fågelarter som han dock inte alltid har auktorskap för eftersom han inte gav dem deras vetenskapliga namn. Några exempel av dem berör svenska arter och dessa beskrevs alla 1878: skogsgås (Anser fabalis), dubbelbeckasin (Gallinago media) och kentsk tärna (Sterna sandvicensis).
Latham har förärats att få ge vetenskapliga namn åt fem fåglar, bland annat tofssparv (Melophus lathami) som beskrevs 1831 av John Edward Gray.